# リエゾンドライビングスクール
株式会社リエゾンドライビングスクールは神戸市にある兵庫県公安委員会指定の自動車教習所を運営する企業。公安委員会の指定を受けている。

## 所在地
〒658-0031　神戸市東灘区向洋町東4丁目2番

## 取扱免許
普通免許コース
- 普通自動車免許MT
- 普通自動車免許AT

自動二輪コース
- 大型二輪 (排気量400ccを超えるマニュアル）
- AT限定大型二輪 (排気量650ccまでのオートマチック）
- 普通二輪(排気量400cc以下のマニュアル）
- AT限定普通二輪(排気量400cc以下のオートマチック）
- AT限定小型二輪(排気量125cc以下のオートマチック

## 車両
普通車
- ホンダ・アコード
- マツダ・ファミリア・アクセラ

二輪車
- ホンダ・CB400
- スズキ・スカイウェイブ